# پائول آگوست ارنست لژیه
 پائول آگوست ارنست لژیه (فرانسوی: Paul Auguste Ernest Laugier‎؛ زاده ۲۲ دسامبر ۱۸۱۲ – درگذشته ۵ آوریل ۱۸۷۲) یک فیزیک‌دان، و ستاره‌شناس اهل فرانسه بود.